# Fort Huachuca

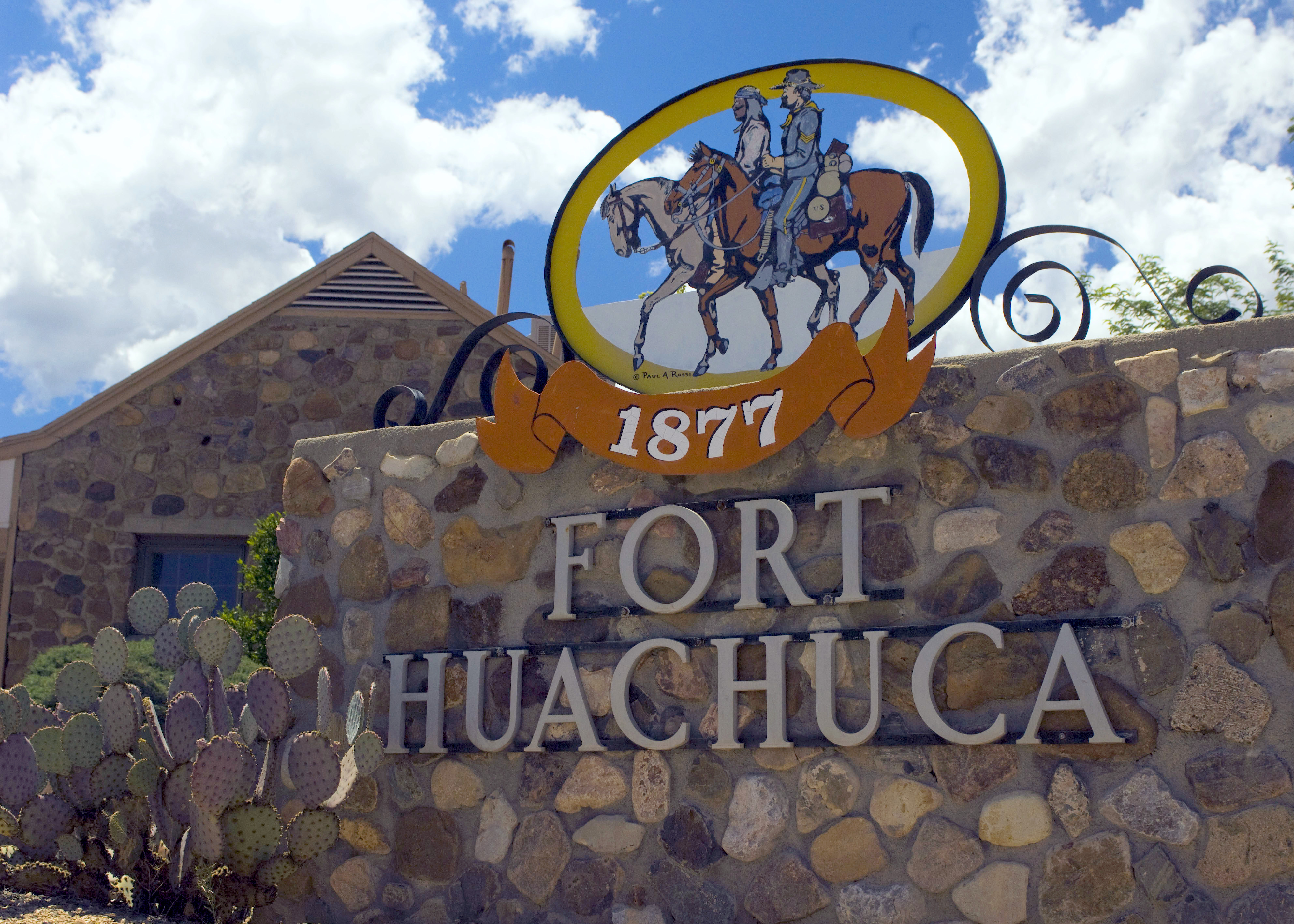
Entrée du Fort Huachuca.

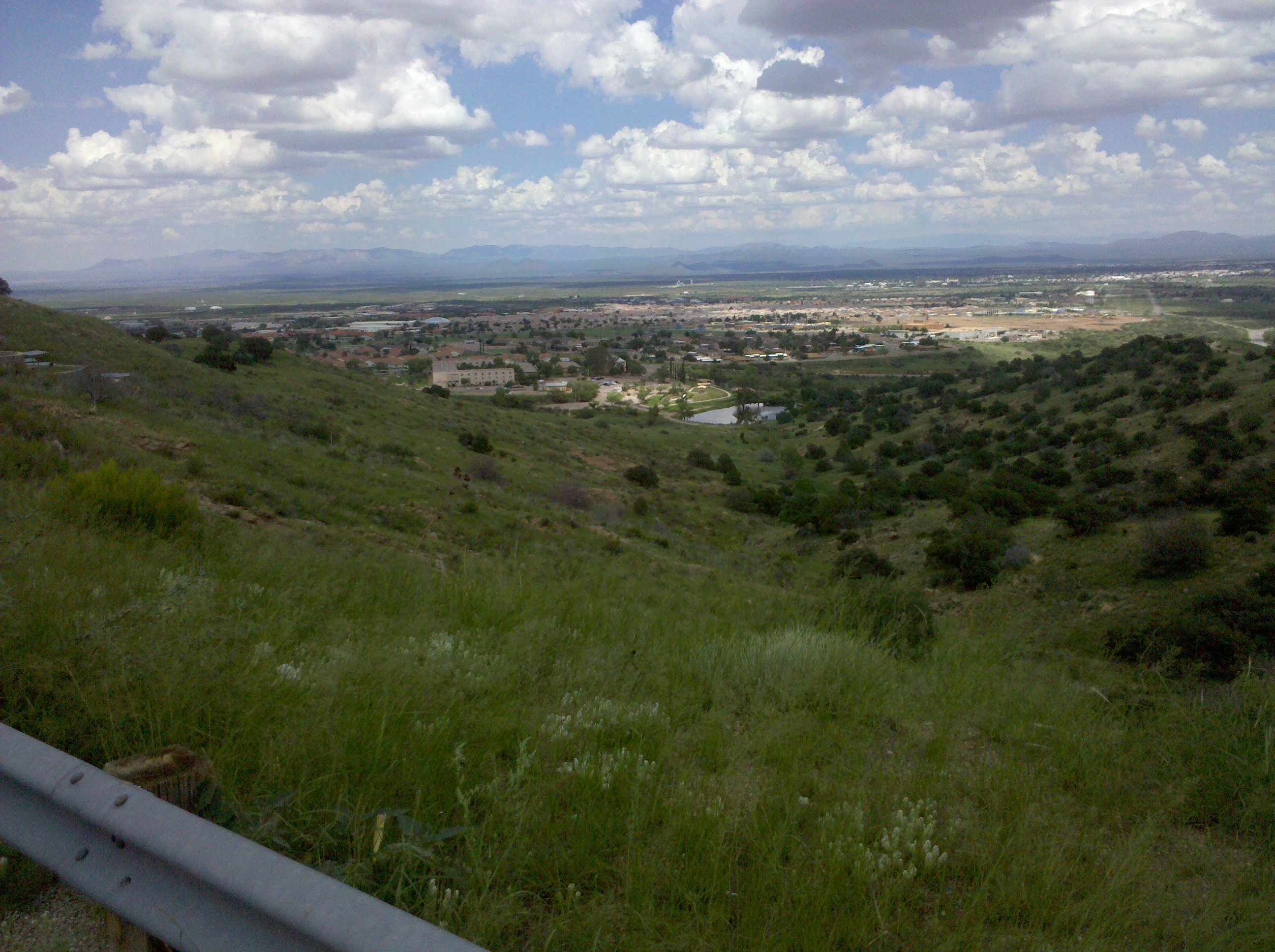
Vue générale du site.

Fort Huachuca est un site de l'armée américaine fondé en 1877 dans le comté de Cochise en Arizona, à environ 24 km au nord de la frontière avec le Mexique, et à l'ouest de la ville de Sierra Vista.

## Histoire
Le fort a été fondé le 3 mars 1877.
Il faisait partie d'une série d'ouvrages défensifs pour protéger le sud de l'Arizona contre les Apaches chiricahuas de Geronimo. Entre 1913 et 1933 Fort Huachuca était le camp de base du 10e régiment de cavalerie (en).
Durant la Seconde Guerre mondiale, c'était le camp de base de plus de 25 000 soldats. En 2010, la population est de 6 000 soldats actifs, 7 400 membres des familles de militaires, et 5 000 civils.
Fort Huachuca a été déclaré site national historique en 1976. On y trouve un musée retraçant l'histoire du site.